# Shelley Moore
Shelley Moore (* 10. März 1932 in England; † 23. Juni 2016) war eine britisch-amerikanische Jazzsängerin.

## Leben und Karriere
Moore trat zu Beginn ihrer Karriere in Nightclubs auf, spielte EPs und Singles wie Portrait of Shelley und The Koool Kanary für verschiedene britische Label ein und hatte Auftritte im Radio und Fernsehen; außerdem tourte sie in Kontinentaleuropa, Israel und den Vereinigten Staaten. 1961 zog sie in die USA und nahm für das Chess-Argo-Label auf. Zu ihren Begleitmusikern gehörten Ramsey Lewis, Eddie Harris, Plas Johnson, John Collins, Eldee Young und Redd Holt, die an ihrem Album For the First Time (1961) mitwirkten. Mit ihrer Hochzeit mit dem Amerikaner Ken Golden beendete Moore eine nach Ansicht von Musikkritiker Bill Kohlhaase „vielversprechende Karriere“ und widmete sich ihrer Familie, bevor sie ab 1986 erneut im Raum Los Angeles und Orange County auftrat. Ihr Repertoire bestand aus Jazzstandards, Songs des Great American Songbook und eigenen Kompositionen. 1995 nahm sie das Album Moore Moods auf.